# Perro fiel
"Perro fiel" é uma canção gravada pela artista musical colombiana Shakira, com o artista musical porto-riquenho Nicky Jam, lançada como terceiro single oficial do décimo primeiro álbum de estúdio de Shakira, El dorado, em 15 de setembro de 2017, juntamente com o lançamento do videoclipe oficial. A partir de setembro de 2017, a música vendeu quase 19 mil cópias nos Estados Unidos de acordo com a Nielsen SoundScan.

## Videoclipe
O videoclipe foi filmado e dirigido por Jaume de Laiguana no final de julho de 2017, em Barcelona e foi finalmente lançado em 15 de setembro de 2017.

## Desempenho nas tabelas musicais
| Chart (2017)                                    | Maior posição |
| ----------------------------------------------- | ------------- |
| América Latina (Monitor Latino)                 | 3             |
| Argentina (Monitor Latino)                      | 2             |
| Bolívia (Monitor Latino)                        | 5             |
| Chile (Monitor Latino)                          | 7             |
| Colômbia (National-Report)                      | 75            |
| Costa Rica (Monitor Latino)                     | 1             |
| Equador (Monitor Latino)                        | 8             |
| Equador (National-Report)                       | 9             |
| El Salvador (Monitor Latino)                    | 14            |
| Espanha (PROMUSICAE)                            | 3             |
| Estados Unidos (Bubbling Under Hot 100 Singles) | 6             |
| Estados Unidos (Billboard Hot Latin Songs)      | 6             |
| Estados Unidos (Billboard Latin Pop Airplay)    | 1             |
| França (SNEP)                                   | 83            |
| Guatemala (Monitor Latino)                      | 11            |
| México (Monitor Latino)\|                       | 1             |
| México (Billboard Mexico Airplay)               | 1             |
| México (Billboard)                              | 1             |
| Panamá (Monitor Latino)                         | 9             |
| Paraguai (Monitor Latino)                       | 2             |
| Polónia (Polish Airplay Top 100)                | 25            |
| Portugal (AFP)                                  | 80            |
| República Dominicana (Monitor Latino)           | 1             |
| Suíça (Schweizer Hitparade)                     | 62            |
| Uruguai (Monitor Latino)                        | 6             |
| Venezuela (National-Report)                     | 23            |

| Chart (2017)                        | Posição |
| ----------------------------------- | ------- |
| Argentina (Monitor Latino)          | 66      |
| EUA (Billboard Hot Latin Songs)     | 49      |
| EUA (Billboard Latin Digital Songs) | 33      |
| Chart (2018)                        | Posição |
| Argentina (Monitor Latino)          | 20      |
| EUA (Billboard Hot Latin Songs)     | 27      |

## Vendas e certificações
| Região | Certificação  | Vendas   |
| --- | ------------- | -------- |
| Brasil (Pro-Música Brasil) | 2× Platina    | 80,000‡  |
| Espanha (PROMUSICAE) | 3× Platina    | 120,000* |
| Itália (FIMI) | Ouro          | 25,000‡  |
| México (AMPROFON) | Diamante+Ouro | 330,000* |
| Suíça (IFPI Suíça) | Ouro          | 10,000^  |
| *números de vendas baseados somente na certificação ^distribuições baseadas apenas na certificação ‡vendas+valores de streaming baseados somente na certificação |               |          |